# Маммеев, Ибрагим Шакманович
Ибрагим Шакманович Маммеев (5 февраля 1919, Кёнделен, Терская область — 17 октября 2004, Кабардино-Балкария) — балкарский драматург и поэт. Заслуженный артист Кабардино-Балкарской АССР (1958). Член Союза писателей СССР (1939).

## Биография
Ибрагим Маммеев родился в 1919 году в селе Гунделен (ныне в Эльбрусском районе Кабардино-Балкарии). Высшее образование получил в ГИТИС. С 1939 года работал в Балкарском государственном театре. Участвовал в Великой Отечественной войне, принимал участие в штурме Берлина. После окончания военной службы в 1946 году жил в Киргизии, куда в ходе депортации балкарского народа, были выселены его родные.
В 1956 году, после реабилитации, вернулся на родину. Сначала работал в редакции газеты «Коммунизмге жол» («Путь к коммунизму»), после восстановления балкарского театра перешёл на работу в театр, где трудился до конца своих дней.

## Творчество
Ещё в юности Маммеев писал стихи и баллады. В 1958 году отдельным изданием вышел сборников его стихов «Коса». Однако наибольшую известность Маммееву принесла драматургия. Он явился одним из создателей национального репертуара балкарского театра. На сюжеты из истории и современности балкарского народа им были созданы пьесы «После свадьбы», «Крепость Шамая», «Феодал», «Зрячая любовь». Также Маммеев перевёл на балкарский язык ряд произведений мировой классики и инсценировал ряд произведений балкарской литературы.

## Награды и премии
- Орден Красной Звезды
- Орден Отечественной войны II степени (06.04.1985)[2]
- Орден «Знак Почёта»
- медали, в том числе:
  - «За боевые заслуги»
- «За победу над Германией»
  - «За освобождение Варшавы»
  - «За взятие Берлина»
- Заслуженный артист Кабардино-Балкарской АССР (1958)

## Память
В 2013 году на доме № 21, проспект Кулиева в Нальчике открыта мемориальная доска